# Duntocher
Duntocher (gael. Dùn Tòchair) – miasto w środkowo-zachodniej Szkocji, w jednostce administracyjnej (council area) West Dunbartonshire, historycznie w hrabstwie Dunbartonshire, położone u podnóża wzgórz Kilpatrick, nad potokiem Duntocher Burn. Miasto znajduje się na północno-zachodnim skraju obszaru metropolitalnego Glasgow, około 15 km od jego centrum, na północ od Clydebank. W 2011 roku liczyło 7156 mieszkańców.
Miasto ulokowane jest na szlaku Wału Antonina, kilka kilometrów od jego zachodniego krańca, który znajdował się nad brzegiem rzeki Clyde. Na wzgórzu w południowo-wschodniej części obecnego miasta znajdował się rzymski fort. Od końca XVIII wieku do lat 20. XX wieku miasto było znaczącym ośrodkiem przemysłu włókienniczego, w szczególności produkcji bawełny. W 1851 roku liczyło 2446 mieszkańców, w 1881 roku – 1561. Znaczny rozrost miasta miał miejsce w drugiej połowie XX wieku za sprawą nowo wybudowanych osiedli mieszkalnych.